# 莫哈末纳兹慕丁
莫哈末纳兹慕丁，马来西亚政治人物，现任霹雳州议会巴都古楼州议员。曾任霹雳州务大臣顾问，前国阵巫统党员。

## 政治生涯
2008年大选，代表国阵巫统成功守土霹雳州议会巴都古楼州议席。